# In iure cessio
A in iure cessio era, no direito romano, um modo derivado de aquisição da propriedade que podia ser utilizado tanto para as res mancipi como para as res nec mancipi. Era uma cessão judicial de direito. Consistia em um processo simulado, mais especificamente um processo fictício de reivindicação, no qual as duas partes (aquele que transferia e aquele que adquiria) fingiam contestar a propriedade de determinada coisa, objeto de compra e venda.
O processo se realizava perante um magistrado e resumia-se no seguinte: o adquirente tocava a coisa comprada, declarando, por meio de uma fórmula, que ela lhe pertencia em virtude do direito quiritário, após o que o alienante abstinha-se de contestar, tacitamente reconhecendo o direito do comprador reivindicante. O magistrado dava, assim, ganho de causa ao adquirente, que dessa forma adquiria a propriedade sobre o bem.   
O jurisconsulto Gaio descreve o processo em suas Institutas:
"In iure cessio autem hoc modo fit: apud magistratum populi Romani uelut praetorem urbanum [aut praesides prouinciae] is, cui res in iure ceditur, rem tenens ita dicit: HVNC EGO HOMINEM EX IVRE QVIRITIVM MEVM ESSE AIO; deinde postquam hic uindicauerit, praetor interrogat eum, qui cedit, an contra uindicet; quo negante aut tacente tunc ei, qui uindicauerit. [...]"
Traduzindo:
"A 'in iure cessio', por sua vez, realiza-se da seguinte forma: perante um magistrado do povo romano, tal como um pretor urbano (ou governador de província), aquele, a quem a coisa é cedida judicialmente, toca-a, dizendo o seguinte: DECLARO QUE ESTE HOMEM ME PERTENCE PELO DIREITO QUIRITÁRIO; após a reivindicação deste, o pretor interroga aquele que concede se possui alguma objeção. Negando ou calando-se este, o pretor, então, adjudica a coisa àquele que a reivindicou. [...]
A in iure cessio era um instituto do direito romano arcaico, extremamente formalista, complicado e rígido. Causava transtornos e incomodidade, por exigir a realização do ato em presença de um magistrado. Com o tempo, as exigências da vida prática e dos negócios acabaram por prevalecer, realizando-se por meio da traditio (a simples entrega da coisa) as transferências de propriedade que antes exigiam as formalidades da in iure cessio. Seu uso já teria sido substancialmente reduzido na idade clássica, desaparecendo completamente na época de Justiniano.

## Ligações Externas
Gaio, Institutas, Com. II, 24. The Latin Library,